# Liste der Baudenkmäler im Wuppertaler Wohnquartier Blombach-Lohsiepen
Die Liste der Baudenkmäler im Wuppertaler Wohnquartier Blombach-Lohsiepen enthält die denkmalgeschützten Bauwerke auf dem Gebiet von Wuppertal-Blombach-Lohsiepen in Nordrhein-Westfalen (Stand: November 2011). Diese Baudenkmäler sind in der Denkmalliste der Stadt Wuppertal eingetragen; Grundlage für die Aufnahme ist das Denkmalschutzgesetz Nordrhein-Westfalen (DSchG NRW).

## Auszug aus der Denkmalliste

### Eingetragene Baudenkmäler
| Bild           | Bezeichnung | Lage                                              | Beschreibung | Bauzeit | Eingetragen seit | Denkmal- nummer |
| -------------- | ----------- | ------------------------------------------------- | ------------ | ------- | ---------------- | --------------- |
| weitere Bilder | Wohnhaus    | Blombach-Lohsiepen Lüttringhauser Straße 47 Karte |              |         | 14. März 1997    | D 4044          |
| weitere Bilder | Wohnhaus    | Blombach-Lohsiepen Lüttringhauser Straße 59 Karte |              |         | 10. Juni 1996    | D 3934          |